# Xylergatoides
Xylergatoides är ett släkte av skalbaggar. Xylergatoides ingår i familjen långhorningar, ordningen skalbaggar, klassen egentliga insekter, fylumet leddjur och riket djur.
Släktet innehåller bara arten Xylergatoides asper.